# A Touch of Sin
Pour plus de détails, voir Fiche technique et Distribution.
A Touch of Sin (chinois : 天注定 ; pinyin : Tiān zhù dìng) est un film chinois à sketches écrit et réalisé par Jia Zhangke, sorti en 2013.
Présenté en sélection officielle au festival de Cannes 2013, il remporte le Prix du scénario.
Le titre anglais, qui signifie « un soupçon de péché », est une référence à un film réalisé par King Hu en 1971, A Touch of Zen (侠女 / 俠女, xiá nǚ), l'un des films les plus connus de wuxia.

## Synopsis
Le premier récit se déroule dans le Shanxi au nord-est où Dahai, un mineur, se révolte contre la corruption. Le deuxième récit se déroule dans la ville de Chongqing au bord du Yangzi Jiang où vit la famille de Zhou San pendant qu'il commet des braquages dans différentes villes du pays . Le troisième récit se passe dans la province du Hubei, en Chine centrale, où Xiao Yu fait l'accueil dans un établissement proposant sauna et massage. Le quatrième récit a pour décor Dongguan dans le Guangdong au sud où Xiao Hui fait divers petits boulots (ouvrier dans une usine de textile, employé dans un club).
Tous ces faits divers s’enchaînent sous les formes privilégiés de l'auteur que sont : le polar, le film de sabre, les histoires de wuxia (chevaliers errants) mais surtout l'opera chinois. Les histoires de 《鍘判官》, zhá pàn guān, le juge bourreau,《玉堂春》Yù Táng Chūn, la femme condamnée lourdement pour meurtre, et 《林衝夜奔》Línchōng yè bēn (en), le criminel en fuite, que l'on retrouve dans le film, font fortement écho aux récits modernes.

## Fiche technique
- Titre : A Touch of Sin
- Titre original : Tian zhu ding
- Réalisation : Jia Zhangke
- Scénario : Jia Zhangke
- Photographie : Yu Lik-wai
- Musique : Lim Giong
- Pays d'origine : Chine
- Langues originales : mandarin, cantonais, anglais
- Genre : film dramatique
- Durée : 133 minutes
- Production : Xiaojiang Gao, Shozo Ichiyama, Jia Zhangke, Eva Lam, Masayuki Mori, Jianping Qian, Zhong-lun Ren et Dong Zhang
- Date de sortie : 2013

## Distribution
- Jiang Wu : Dahai
- Wang Baoqiang : Zhou San
- Zhao Tao : Xiao Yu
- Zhang Jia-yi : l'amant de Xiao Yu
- Luo Lanshan : Xiao Hui
- Vivien Li :

## Production
Le film raconte quatre histoires tragiques distinctes se déroulant dans quatre endroits et milieux sociaux différents à travers la Chine d'aujourd'hui. Le film est basé sur des histoires réelles  (les récits sont inspirés respectivement des affaires Hu Wenhai, Zhou Kehua, Deng Yujiao et des suicides dans les usines Foxconn), mais le cinéaste dit avoir utilisé uniquement les détails les plus frappants, sans faire un film documentaire.

## Accueil

### Distinctions

#### Récompenses
- Prix du scénario du Festival de Cannes 2013 pour Jia Zhangke
- Festival international du film d'histoire de Pessac 2013 : Prix fiction (décerné par le jury étudiant présidé par Thomas Lacoste) pour Jia Zhangke (sélection officielle)
- Festival international du film de Flandre-Gand 2013 : Prix Georges Delerue de la meilleure musique
- Toronto Film Critics Association Awards 2013 : meilleur film étranger
- Prix du meilleur film étranger du syndicat de la critique de cinéma

#### Nominations et sélections
- Sélectionné en compétition officielle au Festival de Cannes 2013
- Festival du film de New York 2013
- Independent Spirit Awards 2014 : meilleur film étranger

### Sortie en Chine
Le film obtient l'autorisation de sortir en Chine, mais, à la suite des attentats de novembre à Taiyuan et de décembre sur la Place Tian'anmen, sa sortie est repoussée sine die sans qu'il soit néanmoins interdit. Le cinéaste avait, lors de négociations avec la censure sur le scénario, accepté de changer « des détails, principalement dans les dialogues » afin d'assurer cette sortie. Des slogans considérés comme trop « sarcastiques » scandés par la foule lors de la descente d'avion du patron ont aussi été supprimés.